# Хронология эволюции человека
Хронология эволюции человека описывает события в эволюции вида Homo sapiens и эволюцию предков современного человека. Она включает краткие объяснения некоторых видов, родов и высших рангов таксонов, которые сегодня рассматриваются как возможные предки современных людей.
Эта временная шкала основана на исследованиях в области антропологии, палеонтологии, биологии развития, морфологии, а также на анатомических и генетических данных. Она не затрагивает вопрос о происхождении жизни, обсуждение которого исчерпывается абиогенезом, но представляет собой одну из возможных линий эволюционного происхождения видов, которая в итоге привела к людям.

## Первые живые существа
| Время (млн лет назад) | Событие |
| --------------------- | --- |
| 4100                  | Появление древнейших известных признаков жизни. |
| 3900                  | Возникновение клеток, напоминающих прокариоты. |
| 3500                  | Самые ранние следы появления фотосинтеза и первый случай увеличения доли кислорода в атмосфере Земли.                                                                                 |
| 2500                  | Появление первых организмов, использующих кислород. Около 2400 млн лет назад, в ходе кислородной катастрофы, большинство анаэробных форм жизни было вытеснено аэробными конкурентами. |
| 2100                  | Появление более сложных клеток: эукариот. |
| 1200                  | Возникает половое размножение, приводящее к более быстрой эволюции, при котором гены смешиваются в каждом поколении и это даёт большее разнообразие для последующего отбора.          |
| 900                   | Вероятное время жизни общего предка всех животных. |

## Сравнительная таблица видов родаHomo
| Вид                        | Латинское название  | Эпоха (млн лет назад) | Ареал                                | Средний рост (м) | Масса тела (кг)    | Объём головного мозга (см³)                   | Ископаемые останки | Дата открытия/первой публикации |
| -------------------------- | ------------------- | --------------------- | ------------------------------------ | ---------------- | ------------------ | --------------------------------------------- | ------------------ | ------------------------------- |
| Человек умелый             | Homo habilis        | 2,6—2,5               | Африка                               | 1—1,5            | 30—50              | 650                                           | множество          | 1960/1964                       |
| Человек рудольфский        | H. rudolfensis      | 2—1,78                | Кения                                | 1,5—1,8          | 45—80              |                                               | 1 череп            | 1972/1986                       |
| Человек прямоходящий       | H. erectus          | 2—0,03                | Африка, Евразия (Ява, Китай, Кавказ) | 1,5—1,8          | 60                 | 850 (ранние подвиды) — 1100 (поздние подвиды) | множество          | 1891/1892                       |
| Человек грузинский         | H. georgicus        | 1,8                   | Грузия                               | 1,5—1,7          | 40—50              | 600—680                                       | несколько          | 1999/2002                       |
| Человек работающий         | H. ergaster         | 1,8—1,4               | Южная и Восточная Африка             | 1,3—1,7          |                    | 750—1250                                      | множество          | 1975                            |
| Человек-предшественник     | H. antecessor       | 1,2—0,8               | Испания                              | 1,6—1,8          | 90                 | 1000                                          | 2 стоянки          | 1997                            |
| Человек из Чепрано         | H. cepranensis      | 0,9—0,8?              | Италия                               |                  |                    | 1000                                          | 1 черепная крышка  | 1994/2003                       |
| Гейдельбергский человек    | H. heidelbergensis  | 0,8—0,345             | Европа, Африка, Китай                | <1,5             | 60                 | 1100—1400                                     | множество          | 1908                            |
| Родезийский человек        | H. rhodesiensis     | 0,3—0,12              | Замбия                               | 1,8              |                    | 1280                                          | очень мало         | 1921                            |
| Неандерталец               | H. neanderthalensis | 0,35—0,040            | Европа, Передняя Азия                | 1,65             | 55—70 (коренастые) | 1200—1900                                     | множество          | (1829)/1864                     |
| Человек разумный           | H. sapiens sapiens  | 0,2—по н. в.          | повсеместно                          | 1,4—1,9          | 50—100             | 1000—1850                                     | ныне живущий       | —/1758                          |
| Человек разумный старейший | H. sapiens idaltu   | 0,16—0,15             | Эфиопия                              |                  |                    | 1450                                          | 3 черепа           | 1997/2003                       |
| Человек флоресский         | H. floresiensis     | 0,10—0,012            | Индонезия                            | 1                | 25                 | 400                                           | 7 особей           | 2003/2004                       |

Примечание: численная информация взята преимущественно из соответствующих статей.